# 李建安
李建安（1964年—），男，湖南茶陵人，汉族，中华人民共和国政治人物、中国民主建国会成员、第十三届全国人民代表大会湖南地区代表。
湖南省中南林业科技大学教授。2018年2月24日，当选为第十三届全国人大代表。。后升任中南林业科技大学林学院副院长。